# Der doppelte Nötzli
Der doppelte Nötzli ist ein deutscher Film von Stefan Lukschy aus dem Jahr 1990. Es handelt sich um die Fortsetzung des Films Ein Schweizer namens Nötzli aus dem Jahr 1988.

## Handlung
Josef Nötzli, inzwischen als kleiner Eierproduzent in der Schweiz tätig, erhält die Nachricht, dass sein Bruder John in Bangkok plötzlich gestorben sei. Also reist Josef nach Berlin, um Johns dortiges Hotel Aurora zu übernehmen. In Wirklichkeit ist zu Josefs Entsetzen John ein Gangsterboss und sein Hotel ein Bordell. Zugleich stellt sich heraus, dass Nötzlis Bruder sich nach Bangkok abgesetzt hat, um seinem hinterhältigen Partner Max Schadow zu entkommen. Max hat Josef mit der fingierten Todesnachricht nach Berlin gelockt, um mit seiner Hilfe an Schwarzgeld heranzukommen. Josef schlüpft jedoch in die Rolle seines Zwillingsbruders, und nach zahlreichen Problemen gelingt es, das Aurora mit Hilfe des vorhandenen Personals in ein ordentliches Hotel zu verwandeln. Max wird überwältigt, aber der totgeglaubte John meldet sich wieder zurück.

## Produktionsnotizen
Obwohl Ein Schweizer namens Nötzli die Erwartungen nicht voll erfüllt hatte, entschloss sich Produzent Erwin C. Dietrich zu einer Fortsetzung, die er diesmal allein realisierte. Schon bei den Dreharbeiten, die von Mai bis Juli 1990 unter anderem in Berlin und Zürich stattfanden, musste Dietrich feststellen, dass jeder Elan fehlte. Abseits der Dreharbeiten entstand eine Beziehung zwischen der Ex-Miss-Schweiz und Nebendarstellerin Lolita Morena und Fußballstar Lothar Matthäus. Während dieses Ereignis vor der Öffentlichkeit geheim blieb, versuchte man als Teil der Werbekampagne mit einem Besuch von Hauptdarsteller Walter Roderer am Krankenbett von Jürgen Klinsmann die Aufmerksamkeit der Presse zu erregen.
Der Film lief erstmals am 8. November 1990 in der Schweiz auf ProSieben, Kinostart war am 15. November 1990. In Deutschland erwies sich Der doppelte Nötzli als totaler Flop, und auch in der Schweiz hielt sich das Bedürfnis, Nötzli nach zwei Jahren wieder im Kino zu sehen, in Grenzen. In der Endabrechnung verkaufte sich die Fortsetzung nicht einmal halb so gut wie der Erstling. Der 60-jährige Dietrich, der als einziger Produzent den Verlust alleine tragen musste, fasste nun den Entschluss, mit der Filmproduktion aufzuhören. Er konzentrierte sich in den folgenden Jahren auf seine Tätigkeit als Kinounternehmer.

## Kritiken
Der Filmdienst sah in Dietrichs Produktion einen biederen, plumpen und nur spärlich unterhaltsamen Schwank, „der auf verklemmte Weise mit einem anrüchigen Milieu kokettiert.“